# Waldorf Astoria Chicago
Das Waldorf Astoria Chicago (ehemals Elysian) ist ein Wolkenkratzer im amerikanischen Chicago. Der zwischen 2006 und 2010 errichtete Turm ist 209 Meter hoch und verfügt über 60 gemischt genutzte Etagen. Unter anderem sind 236 Wohnungen in dem Gebäude untergebracht. Die Fassade des Gebäudes wurde mit bräunlichen Stein gestaltet und die Fenster einzeln eingesetzt, wodurch sich das Design von jenen der meisten anderen Wolkenkratzer, die zu Beginn des 21. Jahrhunderts errichtet wurden, abgrenzt. Die Firma Elysian Worldwide Chicago Development LLC gab den Bau des Elysians in Auftrag.
Das Fünf-Sterne-Hotel, das die unteren Stockwerke einnimmt, gehörte zeitweise zur Vereinigung The Leading Hotels of the World.